# Esoterismo
Esoterismo é o nome genérico que evidencia um conjunto de tradições e interpretações filosóficas das doutrinas e religiões - ou mesmo das Fraternidades Iniciáticas - que buscam transmitir um rol acerca de determinados assuntos que dizem respeito a aspectos da  natureza da vida que estão sutilmente ocultos. Um sentido popular do termo é a percepção de que transmitem um conhecimento enigmático ou incomum, sempre com vetor oculto. Segundo alguns, o esoterismo é o termo para as doutrinas cujos princípios e conhecimentos não podem ou não devem ser “vulgarizados”, sendo comunicados a um restrito número de partidários adeptos.

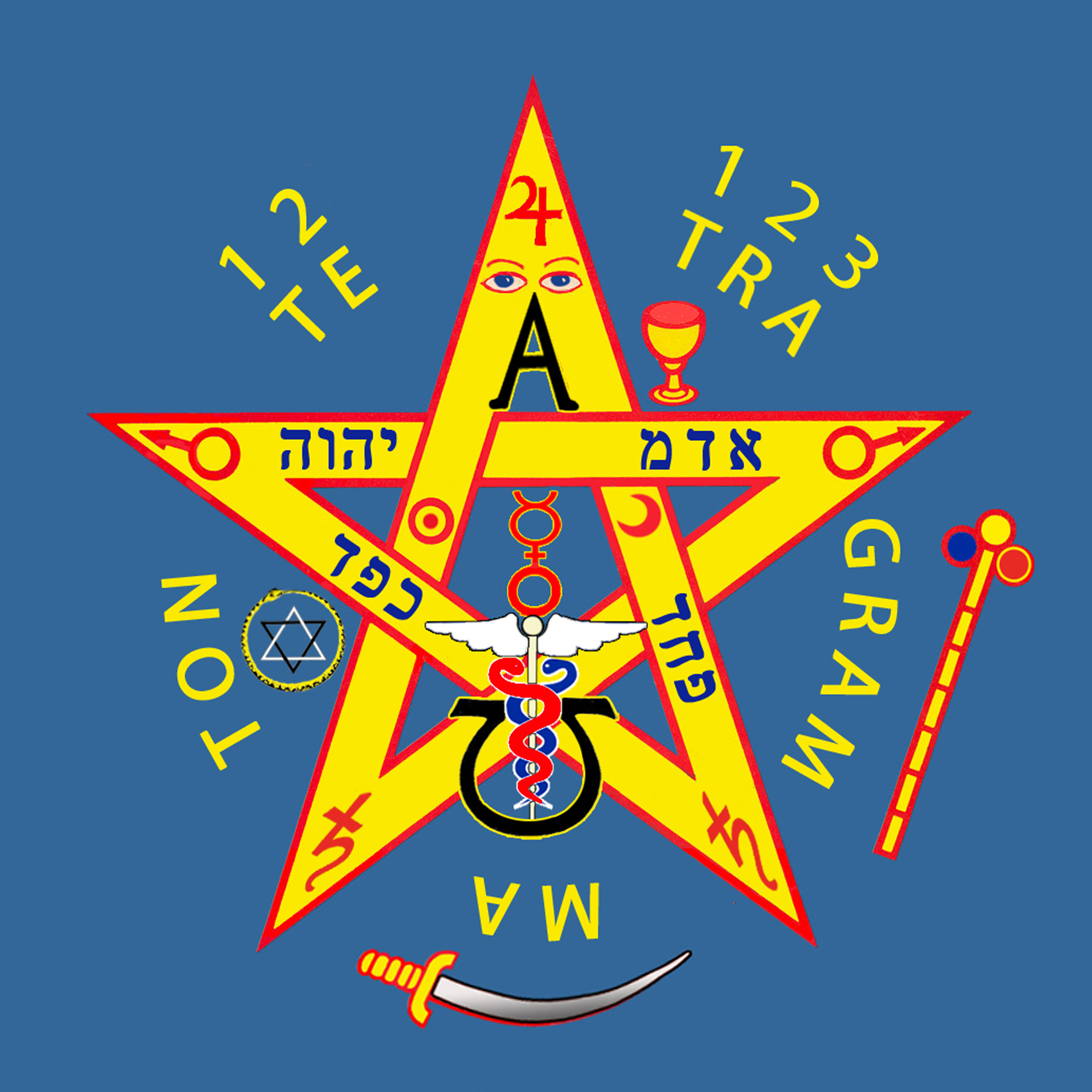
A estrela de cinco pontas chamada Pentagrama ou Pentalfa, representa o “Microcosmo do Homem” ou a “Estrela Microcósmica”. É um poderoso símbolo de força e proteção.

Tais escolhas de partidários acontecem da instituição (de caráter esotérico) para indivíduo - ao manifestar interesse - para a instituição esotérica, não havendo, a rigor, um âmbito secreto, mas ritos tradicionais e burocracias internas que acontecem tanto de forma discreta e privada quanto aberta, pois a filiação não está à margem de qualquer lei. No entanto, é possível entrar em contato com o esoterismo por conta própria, isto é, desvinculado de qualquer instituição. Encontra-se esse tipo de conhecimento em leituras; e costumeiramente as bibliotecas e livrarias oferecem este gênero de acervo.
No tempo presente, com a despreocupação da sociedade para com arregimentação de conceitos variados, o esoterismo, enquanto característica sobre assuntos das coisas ocultas, tem adquirido uma deturpação na conexão com o misticismo. Não são, naturalmente, sinônimos, uma vez que o esoterismo contém variadas correntes ocultistas, ciências ocultas e mesmo correntes místicas dentro de seu rol. Logo, não são, a rigor, a mesma coisa; o misticismo desce do plano do esoterismo (que é um termo genérico), e tem a sua especificidade, onde se apresenta, costumeiramente, com práticas de ensinamento místico que conduzem à experiência empírica e comprovações fenomenológicas pessoais do que é estudado pelos seus adeptos. O considerado 'místico', como se reconhece, tem um propósito a alcançar e não se limita aos estudos. Portanto, temos que esoterismo é o termo que afunila e comporta toda e qualquer ciência oculta.
Em suma, esoterismo evidencia a característica do conhecimento "das verdades e leis últimas que regem todo o universo", porém ligando ao mesmo tempo o natural com o que chamam de 'sobrenatural'.
Há doutrinas, nomeadamente as espiritualistas, que são também chamadas esotéricas. Há também, com o fenômeno da globalização e o conhecimento mútuo entre as nações e suas culturas, a percepção da compatibilidade do esoterismo com as religiões mais famosas do Oriente; a saber, o budismo, o taoismo, etc., uma vez que elas têm muitos pontos de afinidade conceitual e consonância na aplicabilidade.

## Etimologia
O conceito de "esotérico" originou-se no século II com a cunhagem do adjetivo grego antigo esôterikós ("pertencer a um círculo interno"); o mais antigo exemplo conhecido da palavra apareceu em uma sátira de autoria de Luciano de Samósata (c. 125 – após 180).
Nos séculos XV e XVI, as diferenciações em latim entre exotericus e esotericus (junto com internus e externus) eram comuns no discurso de doutores sobre a filosofia antiga. Encontram-se as categorias de doctrina vulgaris e doctrina arcana entre platonistas de Cambridge. Talvez pela primeira vez em inglês, Thomas Stanley, entre 1655–1660, iria se referir aos exoterick e esoterick pitagóricos. John Toland em 1720 afirmaria que a hoje chamada "distinção esotérica" era um fenômeno universal, presente tanto no Ocidente quanto no Oriente. Quanto ao substantivo "esoterismo", provavelmente a primeira menção em alemão a Esoterismus apareceu em uma obra de 1779 por Johann Georg Hamann, e o uso de Esoterik em 1790 por Johann Gottfried Eichhorn. Mas já havia a palavra esoterisch pelo menos desde 1731-1736, por Johann Jacob Brucker; esse autor rejeitava tudo o que é caracterizado hoje como "corpus esotérico". Nesse contexto do século XVIII, esses termos faziam referência ao pitagorismo ou à teurgia neoplatônica, mas o conceito foi sedimentado particularmente por duas frentes: especulações sobre influências dos egípcios na antiga filosofia e religião, e as associações destas a discursos maçônicos e de outras sociedades secretas, que alegavam guardar tais segredos antigos até ao Iluminismo; e o surgimento dos estudos acadêmicos orientalistas, que desde o século XVII identificavam a presença de mistérios, segredos ou uma "antiga sabedoria" esotérica a textos e práticas persas, árabes e indianas.
Em sua forma francesa "ésotérisme", apareceu pela primeira vez em 1828 na obra de Jacques Matter (1791-1864), Histoire critique du gnosticisme (3 vols.). O termo "esoterismo", portanto, passou a ser usado no despertar da Era do Iluminismo e de sua crítica à religião institucionalizada, período durante o qual grupos religiosos alternativos começaram a se dissociar do cristianismo dominante na Europa Ocidental. Durante os séculos XIX e XX, o termo "esoterismo" passou a ser comumente visto como algo que era distinto do Cristianismo, e que formou uma subcultura que estava em desacordo com a corrente principal cristã, pelo menos desde a época da Renascença. O ocultista e mágico cerimonial francês Eliphas Lévi (1810-1875) popularizou o termo na década de 1850. Lévi também introduziu o termo l'occultisme, uma noção que ele desenvolveu contra o pano de fundo dos discursos socialistas e católicos contemporâneos. "Esoterismo" e "ocultismo" eram frequentemente empregados como sinônimos, até que estudiosos posteriores distinguiram os conceitos. "Esoterismo ocidental" surgiu como um termo inventado no francês (l'ésoterisme occidental) por ocultistas da década de 1880 para distinguir a sua forma de prática ocidental da teosofia cristã daquilo que eles chamavam de "falso esoterismo oriental" da Sociedade Teosófica. Tornou-se amplamente utilizado por Antoine Faivre para demarcar uma categoria na historiografia do esoterismo.

### Uso filosófico
No contexto da filosofia da Grécia Antiga, os termos "esotérico" e "exotérico" são utilizados por acadêmicos contemporâneos não para denotar que havia segredo, mas para distinguir dois procedimentos de pesquisa e educação: o primeiro reservado aos ensinos que eram desenvolvidos "dentro das paredes" da escola filosófica, dentre um círculo de pensadores ("eso-" indicando recôndito, como nas aulas internas à instituição), em oposição daqueles que eram divulgados ao público em discursos e obras publicadas ("exo-": fora). É implícito o significado inicial desta última palavra quando Aristóteles cunhou o termo "falas exotéricas" (ἐξωτερικοὶ λόγοι) talvez para se referir àquelas que ele realizou fora de sua escola. Apesar disso, ele nunca empregou o termo "esotérico" e não há evidências de que fez tratados especializados secretos; há um relato duvidoso por Aulo Gélio, segundo o qual Aristóteles divulgava de tarde os assuntos exotéricos de política, retórica e ética ao público em geral, enquanto reservava a parte da manhã em caminhada com seus discípulos do Liceu para os ensinos do tipo "akroatika" (acroamáticos), referentes a filosofia natural e lógica. Além do mais, o termo "exotérico" para Aristóteles poderia ter outro sentido, hipoteticamente referindo-se também a um conteúdo concernente a uma realidade extracósmica, ta exo, superior e além do Céu, exigindo abstração e lógica, em contraste com o que chamou de enkyklioi logoi, conhecimentos "de dentro do círculo", envolvendo a physis intracósmica que circunda o cotidiano. Há um relato por Estrabão e Plutarco, porém, que afirma que textos escolares do Liceu tinham veiculação interna e sua publicação era mais controlada, em contraste com os exotéricos, e que esses textos "esotéricos" teriam sido redescobertos e compilados apenas com Andrônico de Rodes. Já Platão teria transmitido oralmente ensinos intramurais a seus discípulos, cujo suposto conteúdo "esotérico" sobre os Primeiros Princípios é particularmente realçado pela Escola de Tübingen como distinto dos ensinos escritos aparentes e veiculados em livros ou palestras públicas. Mesmo Hegel posteriormente teria comentado sobre a análise dessa distinção na hermenêutica moderna de Platão e Aristóteles:
"Para expressar um objeto externo não é necessário muito, mas para comunicar uma ideia uma capacidade deve estar presente, e isso sempre permanece algo esotérico, de modo que nunca houve nada puramente exotérico sobre o que os filósofos dizem".
De qualquer modo, bebendo da tradição de discursos reveladores de uma visão do Absoluto e da verdade presentes na mitologia e nos ritos iniciáticos das religiões de mistérios, Platão e sua filosofia foram inaugurais para a percepção ocidental do esoterismo, a ponto de Kocku von Stuckrad afirmar: "a ontologia e antropologia esotérica dificilmente existiriam sem a filosofia platônica". Em seus diálogos, faz uso de expressões que remetem ao sigilo cúltico (por exemplo, ἀπορρήτων, aporrhéton, uma das expressões de proibição de se revelar um segredo no grego antigo, no contexto dos mistérios). No Teeteto 152c, traz um exemplo dessa estratégia de ocultamento:
"Pode ser, então, que Protágoras foi uma pessoa muito engenhosa que lançou esta expressão obscura para os impuros como nós, mas reservou a verdade como uma doutrina secreta a ser revelada (ἐν ἀπορρήτῳ τὴν ἀλήθειαν) a seus discípulos?"
Em ritos iniciáticos, havia discursos e textos sagrados (chamados hieroi logoi) secretos, compondo um esoterismo religioso presente desde os cultos gregos mais antigos. Ao final do século V a.C., a literatura sugere que a sociedade ateniense distinguia o que eram práticas religiosas reservadas ou especialistas iniciáticos que detinham ritos marginais, estes muitas vezes vistos com suspeição (ex.: em A República 364b). Eurípides, por exemplo, frequentemente se refere a círculos religiosos restritos através de personagens. Práticas de mistérios e alegorização eram tendências que provavelmente estavam convergindo nas últimas décadas desse século. Assim, tornou-se comum a interpretação filosófica e alegórica de ideias órficas, um exemplo de texto esotérico restante sendo o Papiro de Derveni.
É com os neoplatônicos que se aprofundará a busca de uma verdade oculta sobre a superfície, desenvolvendo-se a hermenêutica e exegese alegórica tanto de Platão, quanto de Homero, Orfeu ou outros. Plutarco, por exemplo, desenvolveria a justificativa de um esoterismo teológico, e Numênio escreve a obra "Sobre os Segredos de Platão" (Peri tôn para Platoni aporrhèta).

## Demarcação da categoria acadêmica

### Ocidental versus oriental ou não ocidental. Esoterismo global
Marco Pasi aponta que o conceito ocidental de esoterismo surgiu não em um contexto acadêmico, mas devido ao religionismo no século XIX, quando foi feita pela primeira vez a polêmica distinção entre um esoterismo oriental e ocidental. Inicialmente, essa dicotomia surgiu na década de 1880, em que, segundo Julian Strube, ocultistas franceses reivindicaram a autenticidade do que chamaram de "l'ésotérisme occidental", enquanto rejeitavam o "falso esoterismo oriental" da Sociedade Teosófica. Houve também em 1890 um conflito dentro da própria Sociedade Teosófica entre William Quan Judge, que defendia um chamado "ocultismo ocidental", e Annie Besant, que defendia a variante "oriental". Segundo Pasi: "É, portanto, principalmente como reação a uma ideia de 'esoterismo oriental' que a ideia de 'esoterismo ocidental' poderia se desenvolver". Porém, segundo Strube, isso não basta para definir esses significantes, pois uma complexa rede de entrecruzamentos ocorreu entre várias culturas do oriente e ocidente, e por isso defende a conceituação de um esoterismo global. Diferentes entendimentos de esoterismo foram produzidos globalmente, principalmente através de intercâmbios ao longo do século XIX. Assim, acadêmicos da religião costumam utilizar o termo "esotérico" para categorizar práticas que reservam "certos tipos de conhecimento salvífico para uma elite selecionada de discípulos iniciados", segundo a descrição de Wouter Hanegraaff.
É, assim, um conceito de difícil demarcação, bem como as noções de "Oriente" e "Ocidente", que são vagas e cujas bordas mudam historicamente, politicamente e ideologicamente. Dependendo das definições, a maior parte do esoterismo ocidental poderia ser considerado oriental. O chamado esoterismo ocidental foi profundamente influenciado por tradições não ocidentais, e vice-versa, principalmente na contemporaneidade a partir do mundo globalizado. Essa categorização em dois hemisférios aparentemente foi de mais importância interna à retórica dos movimentos esotéricos do que ao discurso acadêmico.
Por exemplo, no neoplatonismo, e depois novamente a partir da Renascença, foi associado um exotismo à origem dos ensinamentos maiores, como da origem da filosofia platônica no Antigo Egito ou de antigos conhecimentos aos "mistérios caldaicos", e nisso o místico e oculto representava a "sabedoria oriental". Assim, Iâmblico, por exemplo, fazia referência aos Oráculos Caldeus como transmitindo "doutrinas ancestrais assírias", e Pletão atribuiria a origem deles a Zoroastro; tal conceito do imaginário ocidental foi chamado por acadêmicos de "Orientalismo Platônico".
A perspectiva também poderia variar conforme a agenda dos ocultistas, como em movimentos esotéricos neopagãos italianos no século XX que, inspirados pela escola romana tradicionalista, consideravam o cristianismo uma "degeneração" "vinda do Oriente" que nada teria em comum com a tradição esotérica ocidental, a qual afirmavam ser o paganismo. A esotérica "retórica de uma verdade escondida" também se articulava ao exótico, formando-se na imaginação um "Oriente místico", e quando o Egito deixou de ser atrativo em seu exotismo, o polo do "Oriente místico" se deslocou à Índia e além, como "verdadeira morada da sabedoria antiga".
Academicamente, passou a se considerar em alguns estudos mais recentes do esoterismo, como os de Gordan Djurdjevic e Henrik Bogdan, a existência de equivalentes próximos do esoterismo ocidental em culturas asiáticas, sugerindo um "esoterismo" indiano, chinês ou do Extremo Oriente em geral. Grande parte dos estudiosos do esoterismo defende que é preferível analisá-lo de maneira transcultural e globalizada, de acordo com cada nacionalidade ou região cultural, enfocando-se as interações do conceito de maneira local ou intercultural mais específica para além de "ocidental" e "oriental", ou também de modo relativo e aberto. Com isso, levam-se em conta as diferenças de cada sistema, apesar de algumas semelhanças em questões do oculto e da possibilidade de um sistema de sigilo, como em conhecimentos secretos, elitismo, teorias sobre espírito e matéria, um suposto saber universal e ritos iniciáticos hierárquicos de mistérios e transmissão.
Alguns se utilizam do termo "esoterismo oriental" (em inglês, eastern esotericism). Henrik Bodgan e Gordan Djurdjevic consideram o "esoterismo oriental" como estando presente junto a elementos ocidentais do sistema de Magick de Aleister Crowley, e Djurdjevic reconhece a difusão do estudo do esoterismo oriental como um importante legado de Crowley. Jeffrey J. Kripal utiliza o termo "esoterismo asiático" em seu estudo de Tantra e Olga Saraogi defende a possibilidade de análise "asiacêntrica" do esoterismo. Georgiana Hedesan e Tim Hudbøg consideram que "ocidental" e "oriental" podem ser utilizados como designações relativas, mas que são limitantes, sendo preferíveis localidades específicas como europeia, indiana e africana.
Já outros como Helmut Zander afirmam que não é porque existe o conceito técnico bem definido de "esoterismo ocidental" que necessariamente deve haver um esoterismo oriental, esoterismo do norte ou esoterismo do sul. Há propostas de uma categoria aberta ao "esoterismo global" ou "esoterismo aberto", considerando que definições rígidas de esoterismo não se aplicam a todas as culturas e em todos os tempos. Assim, Zander afirma, por exemplo, como teoriza Jan Assmann, que é parte da história da religião ocidental desde a antiguidade uma tensão que se reflete na semântica de público versus privado, aberto versos secreto; mas propõe que definir o "secreto" como uma possibilidade e não um requisito pode permitir a consideração de esoterismo em outras tradições não ocidentais. Não é porque um sistema se origina em contexto ocidental e assimilado por culturas colonizadas que continua sendo ocidental, segundo estudiosos como Egil Asprem, Julian Strube, Keith Cantú e Liana Saif, que defendem a autonomia da agência local na criação de inovações sobre o material.
Antoine Faivre e Wouter Hanegraaff definiram o esoterismo como um fenômeno especificamente ocidental, com intenção de superar o paradigma religionista de um "núcleo esotérico" comum a todas as religiões ou de uma verdade perene universalista, e o termo "ocidental" servia para delimitar o esoterismo não como uma essência transhistórica de toda religião, mas realçando-o como um conjunto particular a uma corrente histórica. Assim, nesse sentido, Asprem indica que o termo é tão oposto a "esoterismo universal" quanto a esoterismos geograficamente localizados: "O termo se opõe não tanto ao esoterismo “oriental” (ou “do norte” ou “do sul”) quanto ao esoterismo universal". Hanegraaff afirma que a criação de uma categoria de "esoterismo oridental" teria de ser diferente da definição inaugural de Faivre: "Segue-se que, se alguém conceber um “esoterismo oriental” (qualquer que seja a definição), isso seria necessariamente outra coisa". Karl Baier afirma que o atual estudo comparativo das religiões possui técnicas mais refinadas e não necessariamente adota uma agenda religionista, e que então não é impedido o uso da comparação da categoria "esoterismo". Segundo Baier, o paradigma Faivre/Hanegraaff exclui qualquer agência não europeia, como se culturas não ocidentais não pudessem contribuir ou desenvolver ativamente o esoterismo: "No entanto, a pesquisa sobre o ioga moderno e em outros campos de interações interculturais entre as culturas do Oriente Próximo e Médio, do Sul da Ásia e do Leste Asiático, bem como culturas africanas e correntes esotéricas europeias ou americanas revelam desenvolvimentos globalmente emaranhados". Assim também defende Julian Strube, de que o esoterismo foi formado de um modo globalmente entrelaçado e que a perspectiva conceitual atual de Hanegraaff repete o religionismo e exclui contextos de desenvolvimento não ocidentais.
Segundo Hanegraaff, Carl Gustav Jung foi um dos grandes contribuidores na difusão de estudo transcultural do esoterismo em perspectiva mais global, estudando uma tradição oculta ocidental e buscando paralelos com sistemas do Oriente. Ele interpretava que havia duas mentalidades, uma consciente mais racional e outra inconsciente, e afirmou que no estudo de pensamentos das culturas ocidentais e orientais encontrou um mesmo substrato compartilhado do inconsciente coletivo, que podia ser estudado historicamente, mas que, segundo Hanegraaff, corresponde ao reservatório de "conhecimento rejeitado" tradicionalmente.
Segundo Marco Pasi, "se o esoterismo não é um fenômeno universal, mas está especificamente enraizado e limitado à cultura ocidental, então não deveria ser necessário qualificá-lo como ‘ocidental’. No momento em que é rotulado como ‘ocidental’, torna-se também possível conceber que existem outras formas ‘não-ocidentais’ de esoterismo". Há críticas, porém, à aplicação indevida do esoterismo a outros contextos, como a de que foi utilizada em suposições religionistas e que transbordou a outras categorias ocidentais generalizantes sobre culturas não ocidentais, como o xamanismo. Por exemplo, estudos como o de Marcel Griaule foram criticados por induzirem a criação de mistificações consideradas "esotéricas" em um contexto não ocidental: o da religião africana dos dogons, no que ele chamou de "la parole claire" o nível mais profundo de conhecimento secreto. Há nuances de análise: o esotérico se relaciona a partir das noções de segredo, embora nem toda dimensão do segredo se refira ao esotérico, como por exemplo assuntos vergonhosos, e nem todo segredo é iniciático. Apter sugere, por sua vez, que os conhecimentos secretos não são necessariamente fixos em determinadas culturas, como a esotérica dos iorubás e dos dogons, e talvez seja sempre fluida e mutável de acordo com contextos. Quanto ao Oriente, perspectivas europeias da religião foram influenciadas por tendências do orientalismo, que influenciou a atribuição do esoterismo em um "orientalismo esotérico", muitas vezes rebaixando as crenças e práticas religiosas orientais como supersticiosas ou irracionais.
Por outro lado, antropólogos verificam que há culturas não ocidentais em que o segredo associado à dimensão religiosa é um aspecto central. Fredrik Barth relatou o caráter esotérico dos vários graus das iniciações do povo baktaman na Montanha Ok. Mesmo sendo rituais pouco frequentes, muito espaçados no tempo (ocorrendo aproximadamente uma vez a cada 10 anos), feitos na ausência de quaisquer textos e com um rígido tabu contra qualquer divulgação a não iniciados, o antropólogo conferiu que havia estabilidade nos ritos. Isso pode ser evidência de que o sigilo pode contribuir para preservar a memória, à medida que torna esses eventos culturais especiais, conferindo grande intensidade emocional.
O esoterismo, como termo amplo em seu perspectiva ética, aplica-se como categoria comparativa a visões de mundo ou práticas conectadas que são difundidas em diversas culturas ao longo da história e ao redor do mundo. Porém em um segundo significado estrito, emicamente, origina-se a correntes históricas estritas em interação de diferentes culturas, ou como um fenômeno euro-americano, do esoterismo ocidental propriamente dito.
Entretanto, tornou-se comum a sua atribuição a doutrinas do hinduísmo, como nos Tantras e Ioga; a ramos do budismo encontrados na Índia, China, Japão, Tibete, Coreia e Vietnã, chamando-se "budismo esotérico"; e a outras práticas não sectárias, como as dos Bauls. Encontra-se, por exemplo, o sistema de pensamento analógico de correspondências externas e internas (como macrocosmo e microcosmo) em rituais e teorias indianas comparáveis a afirmações de sistemas esotéricos ocidentais, além de práticas de magia, alquimia e adivinhação. Richard Kaczynski, por exemplo, aponta que, apesar de não ser sua intenção "confluir Tantra Oriental e Magia Ocidental, embora eu ache heuristicamente útil me referir a ambos como formas de esoterismo", emprega o "termo de segunda ordem (ético) que é aplicado pelos estudiosos ao assunto sob escrutínio muito mais consistente do que é usado como uma designação autorreferencial (êmica)", com utilidade para comparação tal como fazia Aleister Crowley em relação às semelhanças que via entre as tradições orientais e ocidentais.
Cantú utiliza por conveniência "ocidental" e "oriental", e afirma que é uma noção que está implícita a partir da divisão de "ocidental", porém vaga: "Meu ponto é que postular um esoterismo ocidental também implica a postulação de um “esoterismo oriental”, que mesmo que não seja declarado ou não analisado, cria uma categoria que não tem existência intrínseca à parte de vários movimentos desconexos, sejam islâmicos, hindus, budistas, taoistas, ou não sectário (por exemplo, os faquires bāuls de Bengala ...) que poderiam ser justificadamente ditos como participantes de um tipo de esoterismo". Ele propõe uma abordagem mais neutra e global de esoterismo, considerando-se as dimensões local, nativa, e translocal, em que um sistema se torna difuso e variado em diversos lugares conforme se distancia de seu ponto de origem. Com o fluxo do translocal ao local (chamada "localização"), pode ocorrer assimilação de conceitos ocidentais a partir da agência interna de membros das comunidades colonizadas. Nem por isso se pode afirmar que o sistema perde o reconhecimento de ser autêntico, ainda que tenha havido influência em movimento de polinização de retorno da Europa à Ásia, com apropriação de novas categorias ditas esotéricas, como no Ioga. Assim, indica a existência de duas dimensões: de "esoterismo translocal" e "esoterismo local", a partir do que se constrói localmente a afirmação de autenticidade e inautenticidade.
Em todo caso, as manifestações de esoterismo são resultantes de uma dinâmica bricolagem de ideias, oriundas de diversos locais, fontes e culturas, mas também dentre as próprias comunidades discursivas da prática. Isso torna as categorizações pouco consistentes e os limites móveis por parte dos próprios agentes que analisam o fenômeno. Exemplos que trazem dificuldade são o uso do oculto no Japão moderno, em novos movimentos religiosos como o Oomoto, ou a doutrina do aiatolá Khomeini no Irã―em ambas situações sendo afirmadas inovações esotéricas êmicas declaradamente contrapostas ao pensamento ocidental; ou então o surgimento de novas demarcações êmicas de esoterismo por acadêmicos orientais, como por Anesaki Masaharu (1873–1949).
"Olhar além do particular para ver como semelhantes “formas de pensamento”, organizações secretas ou reivindicações de conhecimento superior atuam em contextos além do Ocidente (…), pode até mesmo ajudar a descobrir pressões de seleção e fatores ambientais que podem ajudar a explicar o surgimento do esoterismo no “Ocidente” e formular definições mais precisas e refinadas teoricamente. (…) O que a ciência cognitiva da religião pode nos dizer sobre a geração e transmissão de “formas de pensamento” ou “estilos cognitivos” considerados exclusivos do esoterismo ocidental? Existe uma dinâmica de “evolução cultural convergente” que lança luz sobre a formação de grupos, movimentos, discursos, experiências ou ideias-estruturas “de tipo esotérico”?"